# 東京工業高等專門學校

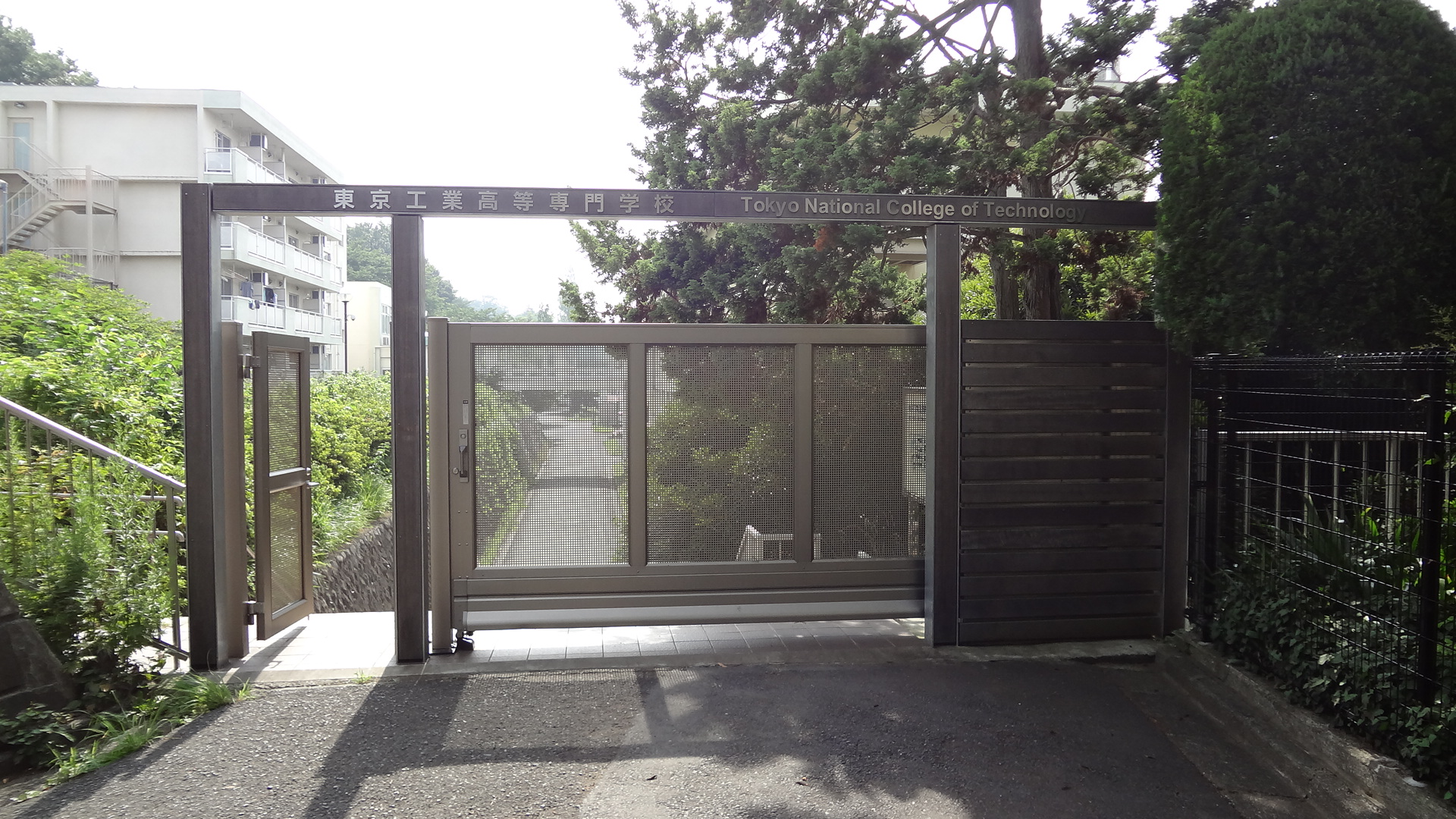
西門（狭間門）

東京工業高等專門學校（日语：東京工業高等専門学校／とうきょうこうぎょうこうとうせんもんがっこう），簡稱東京高專，是一所位於日本東京都的高等專門學校。

## 沿革
- 1965年 - 創校，為國立高專4期校。設有機械工學、電氣工學、工業化學三個學科。
- 1970年 - 設立電子工學科。
- 1988年 - 設立情報工學科。
- 1993年 - 工業化學科改組為物質工學科。
- 2003年 - 設立專攻科。
- 2004年 - 法人化。

## 組織

### 本科（副學士課程）
修業年限為五年，畢業授予副學士學位。
東京高專目前設有以下學科：
- 機械工學科
- 電氣工學科
- 電子工學科
- 情報工學科
- 物質工學科

### 專攻科（學士課程）
修業年限為兩年，課程修畢後向大學評價學位授予機構提出論文審查，審查合格者授予學士學位。
東京高專目前設有以下專攻科：
- 機械情報系統工學專攻
- 電氣電子工學專攻
- 物質工學專攻

## 交通資訊
搭乘鐵路：
- 於京王高尾線狹間車站下車，徒步約5分。
- 於京王高尾線目白台車站下車，徒步約15分。

## 著名校友
- 田尻智（電氣工學科畢業），電玩遊戲設計師、神奇寶貝系列原案企劃。
- 細野秀雄（工業化學科肄業），物理學與材料科學研究者、東京工業大學教授。

## 外部連結
- 東京工業高等專門學校 （页面存档备份，存于）

35°38′22.55″N 139°17′55.9″E / 35.6395972°N 139.298861°E